# Кубок Туркменістану з футболу 2019
Кубок Туркменістану з футболу 2019  — 28-й розіграш головного кубкового футбольного турніру у Туркменістані. Титул володаря кубка вчетверте здобув Алтин Асир.

## Календар
| Раунд            | Дата                         | Матчі | Клуби |
| ---------------- | ---------------------------- | ----- | ----- |
| Попередній раунд | 27/31 липня 2019             | 2     | 9 → 8 |
| 1/4 фіналу       | 13-15 серпня/18 вересня 2019 | 8     | 8 → 4 |
| 1/2 фіналу       | 2 листопада/3-4 грудня 2019  | 4     | 4 → 2 |
| Фінал            | 14 грудня 2019               | 1     | 2 → 1 |

## Попередній раунд
| Команда 1        | Заг. | Команда 2        | 1-й матч | 2-й матч |
| ---------------- | ---- | ---------------- | -------- | -------- |
| 27/31 липня 2019 |      |                  |          |          |
| Мерв             | 6:0  | Туркменнебіт (2) | 5:0      | 1:0      |

## 1/4 фіналу
| Команда 1                 | Заг. | Команда 2 | 1-й матч | 2-й матч |
| ------------------------- | ---- | --------- | -------- | -------- |
| 15 серпня/18 вересня 2019 |      |           |          |          |
| Алтин Асир                | 3:1  | Небітчі   | 1:0      | 2:1      |
| 15 серпня/18 вересня 2019 |      |           |          |          |
| Енергетик                 | 1:3  | Ашгабат   | 0:2      | 1:1      |
| Шагадам                   | 0:1  | Копетдаг  | 0:0      | 0:1      |
| Ахал                      | 2:0  | Мерв      | 2:0      | 0:0      |

## 1/2 фіналу
| Команда 1                 | Заг. | Команда 2 | 1-й матч | 2-й матч |
| ------------------------- | ---- | --------- | -------- | -------- |
| 2 листопада/3 грудня 2019 |      |           |          |          |
| Алтин Асир                | 4:3  | Ашгабат   | 3:1      | 1:2      |
| 2 листопада/4 грудня 2019 |      |           |          |          |
| Копетдаг                  | 0:3  | Ахал      | 0:2      | 0:1      |

## Фінал
| 14 грудня 2019 |

| Алтин Асир | 3:0      | Ахал |
| ---------- | -------- | ---- |
|            | Протокол |      |

| «Нусай», Ашгабат Арбітр: Джумамират Джумамирадов |